# Dalstroj
Dalstroj, Дальстро́й, znany również jako Zjednoczenie Budownictwa Dalekiej Północy (Tрест строительства Дальнего Севера) – organizacja założona 13 listopada 1931 przez OGPU w celu zarządzania budową dróg i wydobywaniem głównie złota na rosyjskim Dalekim Wschodzie, w regionie Magadanu-Czukotki, nazywanej też Kołymą. Początkowo został ustanowiony jako Państwowe Zjednoczenie Budownictwa Drogowego i Przemysłowego w rejonie Górnej Kołymy (Государственный трест по дорожному и промышленному строительству в районе Верхней Колымы). Po reorganizacji w 1938 nosił nazwę Głównego Zarządu Budownictwa Dalekiej Północy (Главное Управление строительства Дальнего Севера). Od marca 1946 podległy Ministerstwu Spraw Wewnętrznych ZSRR (Министерство внутренних дел СССР), od marca 1953 Ministerstwu Przemysłu Metalurgicznego ZSRR (Министерствo металлургической промышленности СССР).
Dalstroj nadzorował rozwój infrastruktury i wydobycie przy użyciu pracy przymusowej. Specjalizował się w ekstrakcji złota i cyny. Ponadto zajmował się wydobyciem uranu, wolframu, kobaltu, węgla, ropy naftowej, materiałów budowlanych, poszukiwaniami geologicznymi, budową, konserwacją i naprawą dróg, budownictwem ogólnym i przemysłowym; dysponował przedsiębiorstwami przemysłowymi, firmami żeglugowymi i transportowymi, gospodarstwami rolnymi, prowadził pozyskiwanie drewna itd. W regionie Kołymskim utworzył około 80 obozów pracy. Do 1951 obszar działania Dalstroju urósł do 3 mln km². Siedziba zarządu mieściła się w mieście Magadan. Funkcjonowały też przedstawicielstwa: m.in. w Moskwie, Władywostoku, Jakucku oraz Waszyngtonie, z siedzibą przy Radzieckiej Komisji Zamówień Rządowych w Stanach Zjednoczonych. Dalstroj został zlikwidowany przez reorganizację 29 maja 1957.

## Szefowie Dalstroju
- 1931-1937 – Eduard Berzin (1894–1938)
- 1937-1939 – Karp Pawłow (1895-1957)
- 1940-1948 – Iwan Nikiszow (1894-1958)
- 1948-1950 – Iwan Pietrienko (1904-1950)
- 1951-1956 – Iwan Mitrakow (1905-1995)
- 1956-1957 – Jurij Czugujew (1910-1964)

## Struktura organizacyjna

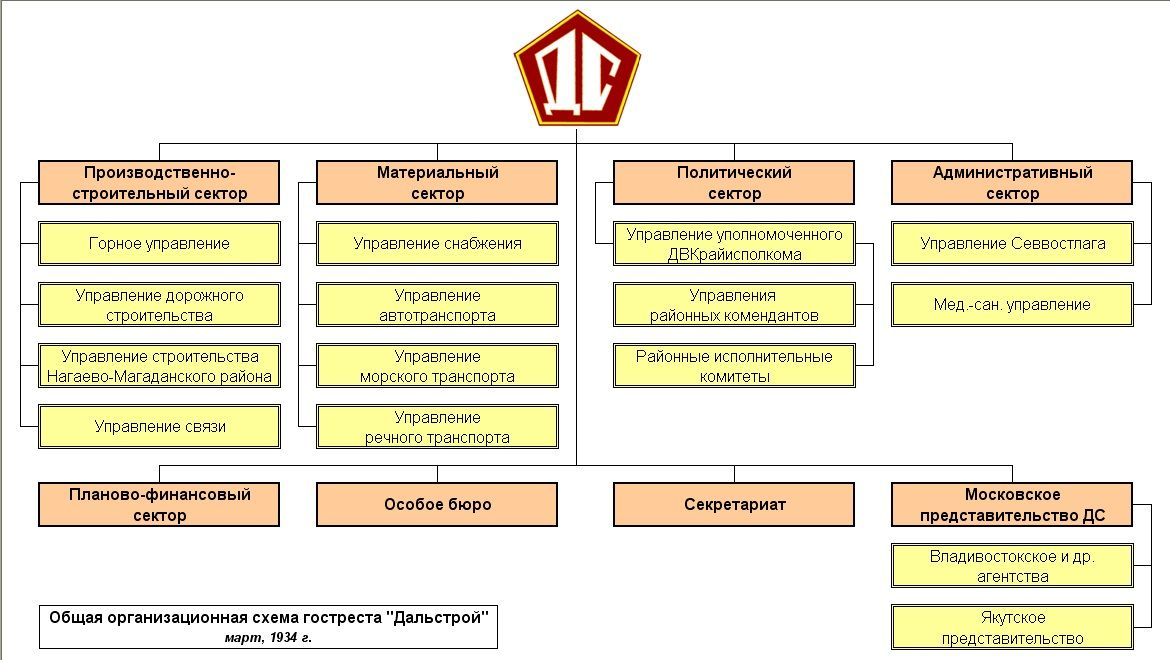
Schemat organizacyjny Dalstroju (1934)